# 蜊樱蛤属
蜊樱蛤属（学名：Tellinimactra）是樱蛤科下的一个属。

## 下属物种
本属包括以下物种：
- 蜊樱蛤 Tellinimactra edentula (Spengler, 1798)